# Sergej Sivko
Sergej Aleksandrovič Sivko (in russo Сергей Александрович Сивко?; Tula, 7 giugno 1940 – Mosca, 10 novembre 1966) è stato un pugile sovietico.

## Palmarès

### Olimpiadi
- 1 medaglia:
  - 1 argento (Roma 1960 nei -51 kg)

### Europei dilettanti
- 1 medaglia:
  - 1 oro (Belgrado 1961 nei -54 kg)